# Big Ben (Derain)
Pour les articles homonymes, voir Big Ben.
Big Ben – ou Big Ben, Londres – est un tableau réalisé par le peintre français André Derain en 1906. De format horizontal, cette huile sur toile est un paysage urbain fauve qui représente Big Ben dominant la Tamise à Londres, au Royaume-Uni, alors qu'au premier plan un petit voilier s'approche du pont de Westminster. Achetée à l'artiste par Ambroise Vollard, puis passée entre les mains de Pierre et Denise Lévy, l'œuvre est conservée depuis 1976 au musée d'Art moderne de Troyes, dans l'Aube.